# Teodosia de Constantinopla
Santa Teodosia de Constantinopla (Griego: Ἁγία Θεοδοσία ἡ Κωνσταντινουπολίτισσα, pr. Hagia Theodosia hē Kōnstantinoupolitissa; 700-729) fue una monja y mártir cristiana considerada una de los mártires de la época iconoclasta más conocidos y controvertidos en la Iglesia Ortodoxa, aunque menos conocida por los cristianos de occidente.
Nació y vivió en la ciudad de Constantinopla en el siglo VIII, hija de padres muy devotos que pasaron años orando hasta obtener la bendición del nacimiento de una hija, a la que llamaron Teodosia (que significa Don de Dios). Cuando murieron, fue enviada a criarse al monasterio femenino de la santa mártir Anastasia. Poco después, tras "distribuir entre los pobres lo que quedaba de la herencia de sus padres", tomó los hábitos y se convirtió en monja en el monasterio de Santa Anastasia en Constantinopla, donde se enfrentó a un período muy turbulento, debido a la querella iconoclasta.

## Martirio
Poco después de la coronación del emperador León III el Isaurio, se tomaron medidas para destruir todas las imágenes sagradas en el imperio bizantino, lo que disgustó a muchos de los cristianos que estaban en contra de tales medidas y en favor del uso de imágenes por parte de los fieles.
Su martirio tuvo lugar el 19 de enero de 729, tras oponerse a la retirada de una imagen de Cristo sobre la Puerta de Chalke del Palacio imperial según lo ordenado por el emperador León. Después de enterarse de las órdenes dadas por el emperador y que el patriarca Anastasio ordenó seguir a los religiosos y fieles, se unió a otras monjas de su monasterio para intentar evitar que la imagen fuera retirada. Pero cuando las mujeres se acercaron encontraron a un soldado en la parte superior de una escalera junto a la imagen. Teodosia sacudió la escalera con fuerza hasta que el soldado cayó, muriendo debido a las heridas sufridas, mientras las demás comenzaron a tirar piedras al patriarca que estaba presente en el lugar. Teodosia fue arrestada y llevada al Foro del buey, donde fue ejecutada clavándole un cuerno de carnero en el cuello. El cuerpo de Teodosia fue enterrado en el monasterio de Santa Eufemia.

## Veneración
Su aniversario es el 18 de julio.
Tras el triunfo de la ortodoxia sobre la iconoclasia, fue reconocida como mártir y santa. Se convirtió en una de las santas más veneradas en la ciudad de Constantinopla, invocada en particular por los enfermos. Su fama creció en particular después de la curación de un sordomudo en 1306.
Del martirologio romano: "En Constantinopla, Santa Teodosia, monja, que sufrió el martirio por defender una antigua imagen de Cristo, que el emperador León el Isáurico había ordenado quitar de la puerta de bronce de su palacio".